# Серво, Дженнифер
Дже́ннифер Линн Серво́ (англ. Jennifer Lynn Servo), урождённая — О́лсон (англ. Olson; 23 сентября 1979, Колумбия-Фолс, Монтана, США — 16 сентября 2002, Абилин, Техас, США) — американская журналистка и телеведущая.
Стала жертвой нераскрытого убийства, произошедшего 16 сентября 2002 года в Абилине (штат Техас, США).